# Un violon sur le toit
Cet article concerne la comédie musicale. Pour le film musical, voir Un violon sur le toit (film).
Fiddler on the Roof
 (janvier 2017).
Si vous disposez d'ouvrages ou d'articles de référence ou si vous connaissez des sites web de qualité traitant du thème abordé ici, merci de compléter l'article en donnant les références utiles à sa vérifiabilité et en les liant à la section « Notes et références ».
Un violon sur le toit (Fiddler on the Roof) est une comédie musicale en deux actes de  Joseph Stein, paroles de Sheldon Harnick et musique de Jerry Bock, basée sur l’œuvre de Cholem Aleikhem.
Créée à l’Imperial Theatre de Broadway le 22 septembre 1964, la pièce originale a connu 3 243 représentations et a été récompensée par neuf Tony Awards en 1965.
Elle a, par la suite, été jouée dans plusieurs pays, traduite en plusieurs langues et adaptée au cinéma en 1971.

## Argument
Un violoniste, perché sur le toit, tente de jouer un air de virtuose tout en maintenant constamment son équilibre (l’image n’est pas tirée des romans de Cholem Aleikhem mais des tableaux de Marc Chagall) : c'est à cela que ressemble le Juif moyen d’Europe de l'Est, vivant bon an mal an dans son petit village, parfois depuis des générations, en se raccrochant à ses traditions.
Mais les temps changent…

### Acte I
Anatevka, shtetl fictif mais assez représentatif des bourgades de la Zone de Résidence à l’approche du XXe siècle. La communauté juive y ménage sa vie en marge de la population chrétienne orthodoxe. Elle compte, parmi ses figures hautes en couleur, Nahoum le shnorrer (mendiant), Yente l’entremetteuse et, surtout, le révéré rabbin (numéro musical : Tradition).
Chacun observe scrupuleusement la tradition et les rôles qu’elle assigne : les pères s’occupent de la subsistance, les mères du foyer, les fils d’apprendre un métier (ou, pour quelques-uns particulièrement doués, d’étudier) et les filles des champs, en attendant d’être mariées.
Tevye, principal protagoniste et narrateur de la pièce, est laitier de son état. Ayant étudié les textes juste assez bien pour les citer mal à propos, il tente de faire vivre sa femme, la querelleuse Golde, et ses cinq filles, Tzeitel, Hodel, Chava, Shprintze et Bielke avec ses pauvres moyens. Il a sur la vie la vision ironique d’un Juif profondément confiant en Dieu, tout en Lui demandant pourquoi ne pas l’avoir fait plus riche (If I Were a Rich Man).
Alors qu’il est parti travailler et que son cheval se met à boiter, Yente annonce à Golde que Lazar Wolff, l’abatteur rituel du village, souhaite épouser Tzeitel. Bien que celui-ci soit déjà âgé et veuf, Golde se réjouit de ce bon parti car l’homme est riche. Tzeitel, en revanche, qui aime secrètement son ami Motel Kamtzoïl, un pauvre tailleur, est contrariée. Elle fait remarquer à ses sœurs que leur rêve de mariage avec le fils du rabbin ou avec un prince charmant a peu de chances de se réaliser pour des filles sans dot et sans généalogie prestigieuse (Matchmaker).
À l’approche du chabbat, Tevye ramène chez lui le jeune Perchik. Il souhaite faire de cet étudiant de Kiev aux idées « nouvelles » (marxistes) le précepteur de ses deux jeunes filles. Motel, quant à lui, tente en vain de plaider sa cause auprès de Tevye mais y renonce rapidement, intimidé par son caractère ombrageux. La famille se rassemble pour le chabbat (Sabbath Prayer).
Après le chabbat, Tevye, pressé par sa femme, rencontre à contrecœur Lazar Wolff à l'auberge de Reb Mordcha, en pensant que celui-ci veut lui acheter l’une de ses vaches laitières. Le malentendu dissipé, il accepte volontiers, après un court monologue intérieur, de lui céder la main de sa fille et la célébration qui conclut cet accord est si joyeuse que de jeunes Russes y participent (To Life). En rentrant, il rencontre le connétable qui lui annonce, à son regret et malgré sa sympathie pour les Juifs, la préparation d’une « petite manifestation non officielle » (en réalité un pogrom) qui vise le village.
Le lendemain matin, après avoir enseigné aux filles de Tevye la Bible selon sa lecture marxiste, Perchik est apostrophé par Hodel, qui raille son côté radical. Perchik lui rétorque que le monde change et, pour le prouver, danse avec elle en dépit de l’interdiction traditionnelle pour un homme de danser avec une femme. Tous deux tombent amoureux.
Peu après, Tevye annonce à Tzeitel sa bonne fortune. Devant sa réaction dépitée et le soudain courage de Motel, Tevye accepte, après un autre monologue, de faire légèrement fi de la tradition (Tevye's Monologue). Alors que les amoureux clament leur bonheur dans les bois avoisinants (Miracle of Miracles), il se rappelle subitement qu’il devra l'annoncer à Golde mais se tire de cette situation délicate en inventant un rêve où la grand-mère de Golde approuve le mariage de son arrière-petite-fille avec Motel le tailleur tandis que Fruma Sarah, l'épouse décédée de Lazar Wolff maudit l’union avec son ancien mari (Tevye's Dream). Effrayée, la superstitieuse Golde bénit rapidement le mariage.
Peu après, Chava, qui revient des champs, est prise à partie par de jeunes Russes. Un ami de ceux-ci les disperse et protège la jeune fille. Connaissant son goût pour les livres, il lui en prête un. Une relation secrète commence.
Le mariage de Motel et Tzeitel est célébré quelque temps plus tard, en dépit des contrariétés qu’il suscite (Sunrise, Sunset puis The Bottle Dance). Au cours de ce mariage, Perchik franchit (au propre et au figuré) une nouvelle barrière en invitant Hodel à danser. Alors que la fête bat son plein, le pogrom est déclenché.
Le rideau tombe sur une scène de désolation, tandis que la famille de Tevye nettoie les débris.

### Acte II
Les mois ont passé. Tzeitel et Motel attendent famille, ainsi que leur nouvelle machine à coudre.
Perchik annonce à Hodel qu’il doit repartir à Kiev pour préparer la révolution. Il lui demande également sa main, qu’elle lui accorde avec joie (Now, I Have Everything). Lorsqu’ils annoncent leurs fiançailles à Tevye et demandent sa bénédiction, celui-ci tente de s’y opposer car ils ne sont pas même passés par les parents. Devant leur détermination et la conviction de leur amour, il cède encore une fois (Tevye's Rebuttal), expliquant à son épouse scandalisée que les temps changent et que les mariages se font désormais par amour (tout en faisant remarquer que l’amour a également été le but des mariages arrangés et qu’eux-mêmes s'aiment) (Do You Love Me ?).
Après le départ de Perchik, Yente rapporte à Tzeitel avoir vu Chava avec le Gentil Fyedka « et ce n'est pas la première fois ». La rumeur se répand aussi à Anatevka que Perchik a été arrêté à Kiev et déporté en Sibérie (The Rumor). Bien que cela signifie probablement une séparation définitive d'avec les siens, Hodel décide de l’y rejoindre (Far From the Home I Love).
Quelque temps plus tard, alors que Motel montre fièrement sa machine à coudre, Chava tente de présenter Fyedka à son père mais cette fois-ci, il estime que cette limite ne peut être franchie et prie sa fille de ne plus voir son amant. Le lendemain, Golde, effondrée, lui apprend que Chava s'est enfuie avec Fyedka et l’a épousée devant le prêtre orthodoxe ; Tevye la renie et refuse de lui parler lorsqu’elle vient implorer son approbation, se demandant où il s’est trompé (Chaveleh).
Des rumeurs d’expulsion se font de plus en plus pressantes dans le village avant d’être confirmées par le connétable, qui annonce que les Juifs ont trois jours pour vendre leurs possessions. Une velléité de révolte est rapidement étouffée. Après tout, « on n’abandonne pas grand-chose, sauf Anatevka » (Anatevka).
La mort dans l’âme, les Juifs quittent leur village. Lazar Wolff part chez son beau-frère de Chicago, Yente à Jérusalem, la famille de Tevye elle-même part à New York. Motel et Tzeitel se rendent en Pologne, d’où ils comptent rejoindre la famille après avoir économisé. Chava vient les retrouver et, malgré le silence qu’ils lui opposent, leur annonce qu’elle et Fyedka quittent aussi le village pour Cracovie, ne pouvant rester dans un lieu où des gens sont traités de la sorte. Lorsque Tzeitel lui dit au revoir, Tevye lui demande d’ajouter « Que Dieu vous protège. »
Alors que Tevye, Golde, Shprintze et Bielke quittent la scène, le violoniste se met à jouer puis, sur un signe de tête de Tevye, les suit en Amérique (The Leave Taking).

## Fiche technique
- Titre original : Fiddler on the Roof
- Titre français : Un violon sur le toit
- Livret : Joseph Stein d’après  Tevye's Daughters (roman) et Tevye der Milkhiker (pièce) de Cholem Aleikhem
- Lyrics : Sheldon Harnick
- Musique : Jerry Bock
- Mise en scène :  Jerome Robbins
- Chorégraphie :  Jerome Robbins
- Direction musicale : Milton Greene
- Orchestrations : Don Walker
- Arrangements vocaux : Milton Greene
- Décors : Boris Aronson, d'après les tableaux de Marc Chagall
- Costumes : Patricia Zipprodt
- Lumières : Jean Rosenthal
- Producteur : Harold Prince
- Date de première : 22 septembre 1964
- Date de dernière : 2 juillet 1972
- Nombre de représentations consécutives : 3 243

## Distribution originale
- Zero Mostel : Tevye, laitier
- Maria Karnilova : Golde, son épouse
- Joanna Merlin : Tzeitel, leur fille aînée, environ 19 ans
- Julia Migenes : Hodel, leur fille, 17 ans
- Tanya Everett : Chava, leur fille, 15 ans
- Marilyn Rogers : Shprintze, leur fille, 12 ans
- Linda Ross : Bielke, leur fille, 9 ans
- Austin Pendleton : Motel Kamtzoïl, tailleur, amoureux de Tzeitel
- Bert Convy : Perchik, étudiant et révolutionnaire
- Joe Ponazecki : Fyedka, paysan russe
- Beatrice Arthur : Yente, entremetteuse
- Michael Granger : Lazar Wolff, abatteur rituel
- Carol Sawyer : Fruma Sarah, épouse défunte de Lazar Wolff
- Sue Babel : Grandma Tzeitel, grand-mère défunte de Golde
- Gluck Sandor : Le rabbin du village
- Leonard Frey : Mendel, fils du rabbin
- Zvee Scooler : Mordcha, aubergiste
- Paul Lipson : Avram, libraire
- Maurice Edwards : Nachum, mendiant
- Mitch Thomas : Youssel, chapelier
- John C. Attle : Shloime, boulanger
- Sammy Bayes : Yitzuk, balayeur
- Lorenzo Bianco : Chaim, poissonnier
- Duane Bodin : Duvidel, the Seltzer Man
- Ross Gifford : Yankel, épicier
- Thom Koutsoukos : Yakov, coutelier
- Charles Rule : Moishe, cordonnier
- Helen Verbit : Shandel Kamtzoïl, mère de Motel
- Joseph Sullivan : Le commissaire
- Tom Abbott : Vladimir, paysan russe
- Robert Berdeen : Sasha, paysan russe
- Sarah Felcher : Surcha
- Tony Gardell : Label
- Louis Genevrino : Hershel
- Dan Jasin : Schmeril
- Peff Modelski : Sima
- Irene Paris : Rivka, villageoise
- Sylvia Mann : Mirala, villageoise
- Roberta Senn : Anya, villageoise
- Robert Currie : Villageois
- Sandra Kazan : Villageoise
- Sharon Lerit : Villageoise
- Gino Conforti : Le violoniste

## Numéros musicaux
Acte I
- Prologue: Tradition – Tevye et chœur
- Matchmaker – Tzeitel, Hodel et Chava
- If I Were a Rich Man (Ah, si j’étais riche !) – Tevye
- Sabbath Prayer – Tevye, Golde et chœur
- To Life (À la vie) – Tevye, Lazar Wolff et chœur
- Tevye’s Monologue – Tevye
- Miracle of Miracles – Motel
- Tevye’s Dream (Le Rêve de Tevye) – Tevye, Golde, Tzeitel, Fruma Sarah et chœur
- Sunrise, Sunset – Tevye, Golde, Perchik, Hodel et chœur
- The Bottle Dance – Instrumental

Acte II
- Now I Have Everything – Perchik et Hodel
- Tevye’s Rebuttal – Tevye
- Do You Love Me ? (Est-ce que tu m’aimes ?) – Tevye et Golde
- The Rumor – Yente et villageoises
- Far From the Home I Love – Hodel
- Chaveleh (Little Bird) – Tevye
- Anatevka – La compagnie
- The Leave Taking – Tevye, sa famille et le violoniste

Note : La reprise de 2004 remplace The Rumor par Topsy Turvy, également chanté par Yente et deux villageoises (Rivka et Mirala). Elles y parlent de la disparition du rôle des entremetteurs dans la société.

## Récompenses et nominations

### Récompenses
- Tony Awards 1965 :
  - Meilleure comédie musicale
  - Meilleurs compositeur et lyriciste : Jerry Bock et Sheldon Harnick
  - Meilleur acteur dans une comédie musicale : Zero Mostel
  - Meilleure actrice dans un second rôle :  Maria Karnilova
  - Meilleur auteur : Joseph Stein
  - Meilleur producteur : Harold Prince
  - Meilleur metteur en scène : Jerome Robbins
  - Meilleur chorégraphe :  Jerome Robbins
  - Meilleurs costumes :  Patricia Zipprodt
- Tony Awards 1971 : Prix spécial de la production la plus longue dans l’histoire de Broadway
- Tony Awards 1991 : Meilleure reprise

- Grammy Hall of Fame Award en 1998 pour l'enregistrement avec la distribution originale sur disque RCA Victor en 1964[2].

### Nominations
- Tony Awards 1965 : Meilleurs décors (Boris Aronson)
- Tony Awards 1982 : Meilleur acteur dans une comédie musicale (Herschel Bernardi)
- Tony Awards 1991 : Meilleur acteur dans une comédie musicale (Topol)
- Tony Awards  2004 : Meilleure reprise d’une comédie musicale, Meilleur acteur dans une comédie musicale (Alfred Molina), Meilleur acteur dans un second rôle (John Cariani), Meilleurs décors, Meilleures lumières, Meilleures orchestrations
- Drama Desk Awards 2004 : Meilleure reprise d’une comédie musicale, Meilleur acteur dans une comédie musicale (Alfred Molina), Meilleurs décors pour une comédie musicale

## Représentations

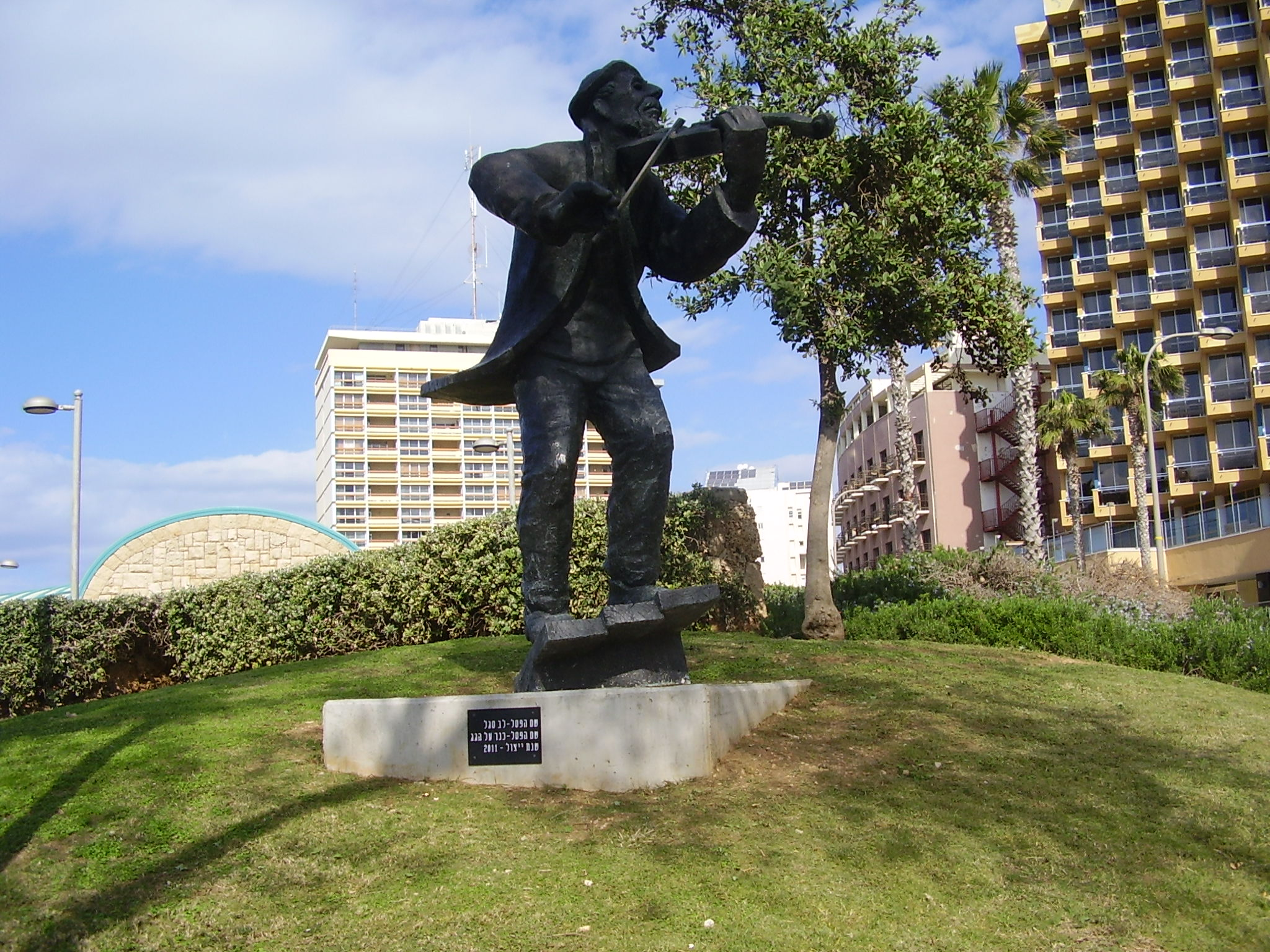
Violon sur le toit (Netanya, Israël).

Lors de la première représentation, Tevye est incarné par Zero Mostel et Golde par Maria Karnilova (tous deux seront récompensés par un Tony Award pour leur prestation). Mostel privilégie une interprétation comique tandis que le jeu de Chaim Topol, qui endosse le rôle lors de la première représentation au Majesty’s Theatre de Londres en 1967, est plus dramatique. Il interprétera le personnage de la même manière dans le film de 1971.
Tevye a également été incarné par Paul Lipson (qui joua le rôle plus de 2 000 fois), Herschel Bernardi, Theodore Bikel, Leonard Nimoy ou, plus récemment, Alfred Molina. Golde a été jouée par Miriam Karlin, Marcia Lewis, Beverley Klein, Rosalind Harris et, en 2004, Andrea Martin.
Les autres rôles principaux ont également inclus Beatrice Arthur et Florence Stanley dans le rôle de Yente, Austin Pendleton en Motel, Bert Convy en Perchik, Gino Conforti dans le rôle du violoniste, Julia Migenes dans celui de Hodel, Joanna Merlin et Bette Midler dans celui de Tzeitel.
La production de Broadway a été jouée 3 242 fois ; des reprises ont lieu en 1976, 1981, 1990 et 2004. À Londres, la pièce est jouée 2 030 fois et sera reprise en 1983, 1994 et 2007. Des tournées nationales ont lieu en Grande-Bretagne, en 2003 et 2008, en Australie, de 2005 à 2007 et en Amérique du Nord en 2009.

### En France
La création française a lieu au théâtre Marigny  le 8 novembre 1969 avec Ivan Rebroff (Tevye) et Maria Murano (Golde) sur un livret de Robert Manuel et des lyrics de Maurice Vidalin et se joue jusqu’au 2 janvier 1971, totalisant 292 représentations.
Une nouvelle adaptation française de Stéphane Laporte est présentée en 2005-2006 au théâtre Comédia à Paris, puis au Casino de Paris, avec Franck Vincent (Tevye) et Isabelle Ferron (Golde). Elle est nommée au Molière du spectacle musical en 2006.
Cette même adaptation de Stéphane Laporte est actualisée pour la reprise en français de la mise en scène que Barrie Kosky avait créée à Berlin, à l'Opéra national du Rhin en 2019, avec Olivier Breitman (Tevye) et Jasmine Roy (Golde). Cette version reçoit un trophée d'honneur aux Trophées de la comédie musicale en 2020.